# Port Said
Port Said (Arabisch: بورسعيد, vaak getranslitereerd als Bur Said) is een belangrijke havenstad in het noordoosten van Egypte, aan de Middellandse Zee. In 2010 had de stad 603.000 inwoners.
De stad is niet zo oud; in 1859 werd zij gesticht door Said Pasja, in verband met het aanleggen van het Suezkanaal waar de stad aan ligt.
De haven is om verschillende redenen van belang, zowel internationaal als voor de Egyptische economie: toerisme, scheepvaart, handel en visserij.

## Toerisme
Cruiseschepen doen Port Said aan, onder meer vanuit Limasol, Haifa, en Pireus. Toeristen die met de boot in de haven aankomen, kunnen vervolgens per bus in enkele uren naar de hoofdstad Caïro en de Sfinx en piramides reizen. De busrit gaat gedeeltelijk langs het Suezkanaal. Verder is de stad geliefd bij veel Egyptenaren, die hier graag hun zomervakantie doorbrengen.

### Bezienswaardigheden in en rondom Port Said
- Haven
- Militair museum
- Nationaal museum
- Suezkanaal

## Scheepvaart
Voor veel schepen die uit de Indische Oceaan via het Suezkanaal westwaarts varen naar Europa, Afrika of Amerika, is deze haven de eerste haven van de Middellandse Zee die zij aandoen. Veel schepen gaan in de haven voor anker om bij te tanken.

## Handel en visserij
Verder vindt er via de haven zeer veel export van Egyptische producten plaats. Een aanzienlijk gedeelte van Egyptische vis- en zeediervangst vindt plaats vanuit deze haven.
Ondanks de schade die de stad heeft geleden onder de Suezcrisis, de Zesdaagse Oorlog en de Jom Kipoeroorlog, is het nog altijd een mooie stad, onder meer vanwege gebouwen met een 19e-eeuwse architectuur. Aan de oostzijde van het Suezkanaal ligt de stad Port Fouad, waarheen een zeer frequente veerdienst over het kanaal gaat.
Het was oorspronkelijk de bedoeling dat het Vrijheidsbeeld, dat in New York staat, in Port Said zou komen te staan, maar om financiële overwegingen is dit niet doorgegaan.

## Geboren in Port Said
- George Isaac (1938-2023), politicus en activist
- Hans Dijkstal (1943-2010), Nederlands politicus
- Amr Diab (1961), zanger
- Mohamed Zidan (1981), voetballer